# Diplois daviesiae
Diplois daviesiae är en hjuldjursart som beskrevs av Gosse 1886. Diplois daviesiae ingår i släktet Diplois och familjen Euchlanidae. Inga underarter finns listade i Catalogue of Life.